# Jaan Soots
Jaan Soots (ur. 12 marca 1880 w Helme, zm. 6 lutego 1942 w Solikamsku k. Permu) – estoński oficer, polityk, uczestnik wojny o niepodległość Estonii oraz minister wojny (1921–1927).

## Życiorys
W 1900 jako ochotnik zapisał się do armii carskiej. Cztery lata później, w 1904 ukończył Wileńską Szkołę Wojskową, po czym wziął udział w wojnie rosyjsko-japońskiej. W latach 1910–1913 kształcił się w NNikołajewskiej Akademii Sztabu Generalnego w Petersburgu. W czasie I wojny światowej służył w rosyjskim Sztabie Generalnym oraz awansował do stopnia podpułkownika. W 1917 r. wrócił do Estonii, która wiosną 1917 r. uzyskała status autonomicznej guberni, gdzie zorganizował sztab pierwszej dywizji estońskiej, a rok później został jej szefem. W trakcie wojny o niepodległość Estonii pełnił funkcję szefa Sztabu Generalnego armii estońskiej. Soots uczestniczył w pertraktacjach poprzedzających podpisanie traktatu w Tartu, na mocy którego ZSRR uznawał niepodległość Estonii. 
Po wojnie był posłem do parlamentu I-VI kadencji z ramienia partii agrarnej Konstantina Pätsa. W latach 1921–1927 (z krótką przerwą w 1924) pełnił urząd ministra wojny. Podczas jego ministerium w 1921 została zorganizowana pierwsza wyższa szkoła wojskowa w państwach bałtyckich. Zwolennik konwencji wojskowej z Polską. Jego polityka kadrowa polegała na zatrudnianiu osób mających wykształcenie wojskowe, nawet tych, którzy przybyli do Estonii dopiero po 1920, a często też byłych oficerów Armii Czerwonej, co wzbudzało kontrowersje i niezadowolenie weteranów wojny niepodległościowej, którzy walczyli o wolność, lecz nie posiadali dyplomów oficerskich. Stało się to przyczyną wzrostu popularności wabsów w pierwszej połowie lat 20. XX wieku. Soots w 1933 wszedł z ramienia agrariuszy do komisji konstytucyjnej parlamentu. Po nieudanym zamachu stanu w Estonii w 1934 jego rola polityczna zmalała. W latach 1934–1939 był Członkiem Rady Miejskiej Tallinna, a w latach 1938–1939 jej przewodniczącym, wchodził też w skład Związku Przedsiębiorców Estonii i Związku Obrony Republiki, przewodniczył Komitetowi Historycznemu Wojny o Niepodległość. Po upadku Estonii w 1940 został aresztowany przez Sowietów 20 września i deportowany do łagru koło Permu, gdzie zmarł w 1942.